# Borough of Wyre
Wyre ist ein Verwaltungsbezirk mit dem Status eines Borough in der Grafschaft Lancashire in England. Verwaltungssitz ist die Stadt Poulton-le-Fylde; weitere bedeutende Orte sind Catterall, Fleetwood, Garstang, Great Eccleston, Pilling, Preesall und Thornton Cleveleys.
Der Bezirk wurde am 1. April 1974 gebildet und entstand aus der Fusion des Municipal Borough Fleetwood, der Urban Districts Poulton-le-Fylde, Preesall und Thornton-Cleeveleys sowie des Rural District Garstang.